# Nils Tirén
Nils Tirén, född 19 augusti 1885 i Oviken, Jämtland, död 16 mars 1935 i Harkrankboda i Länna församling, Uppland (avled på sjukhus i Stockholm), var en svensk målare och tecknare.

## Biografi
Efter avslutad skolgång i Jämtland studerade han vid några olika målarskolor där han tidigt började måla akvareller inspirerade av sin fars friluftsmåleri och Bruno Liljefors djurmålningar. Som djurskildrare vistades han mycket i naturen för att kunna fånga in djuren i sin rätta miljö och det medförde att han med tiden blev en framstående jägare, natur- och viltvårdare. Tirén var representerad några gånger i Sveriges allmänna konstförening utställningar i Stockholm och i Baltiska utställningen i Malmö 1914. Tillsammans med sin mor och syster ställde han ut många av sina djurstudier på Konstnärshuset i Stockholm 1918. En minnesutställning med hans konst och arbeten utförda av hans far, mor och syster visades på Liljevalchs konsthall kort tid efter hans död. Som illustratör utförde han ett 80-tal skolplanscher med djur, samt illustrerade några volymer av Barnbiblioteket Saga.

### Familj
Nils Tirén var son till Johan Tirén och Gerda Rydberg samt bror till Stina Tirén. Han fick först barn med Agnes Charlotta Brunnberg och gifte sig 1927 med Svea Viola Sandström; och fick sonen Kåre Tirén.

## Bildgalleri

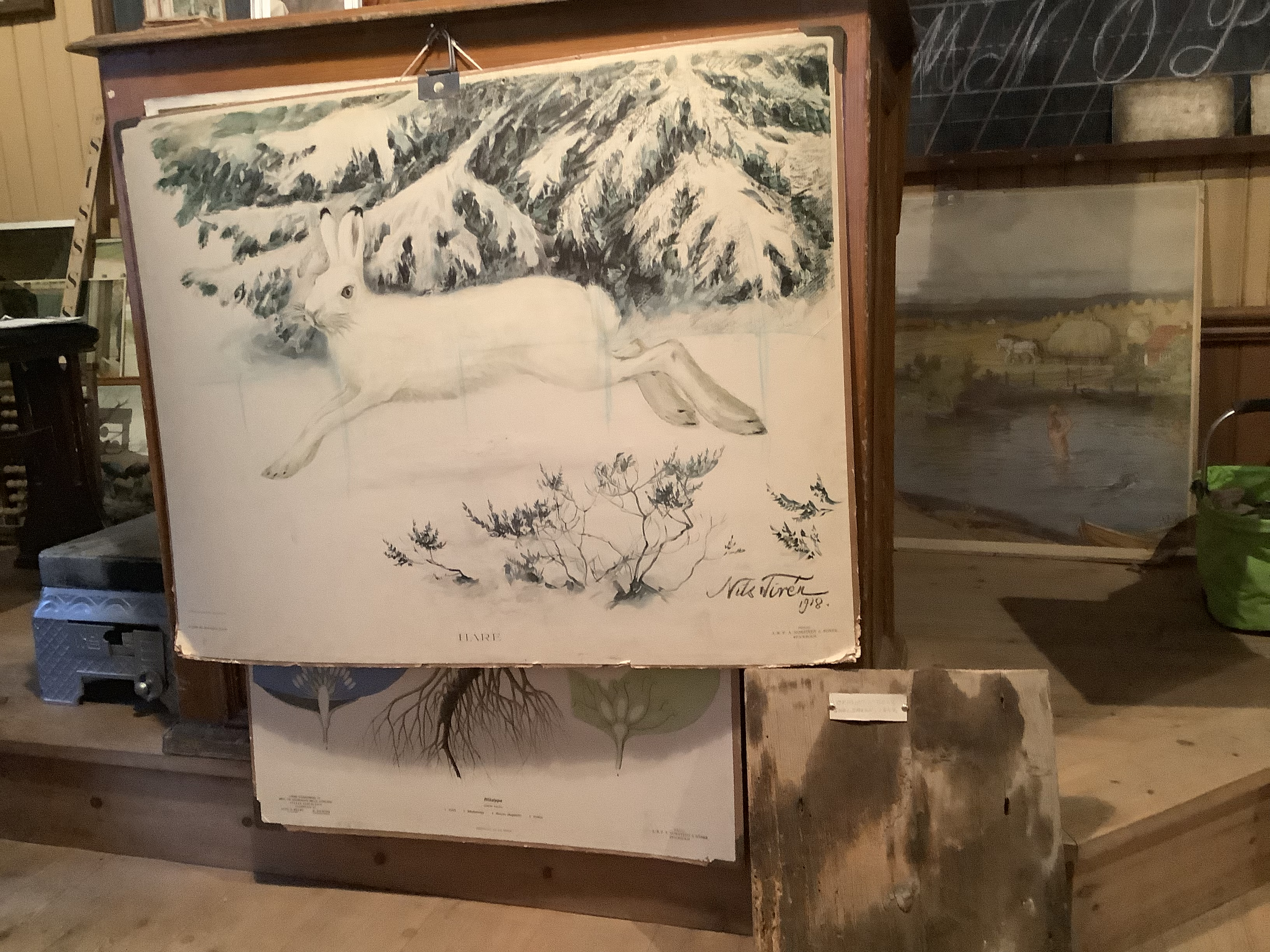
Hare, 1918, en skolplansch på Svartbäckens skolmuseum
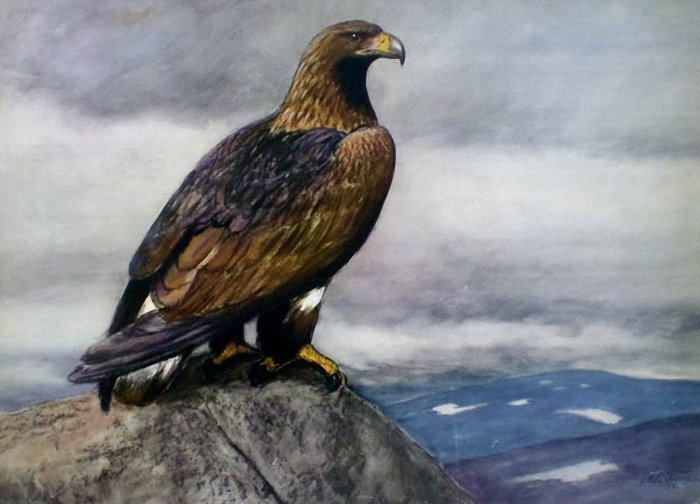
Kungsörn
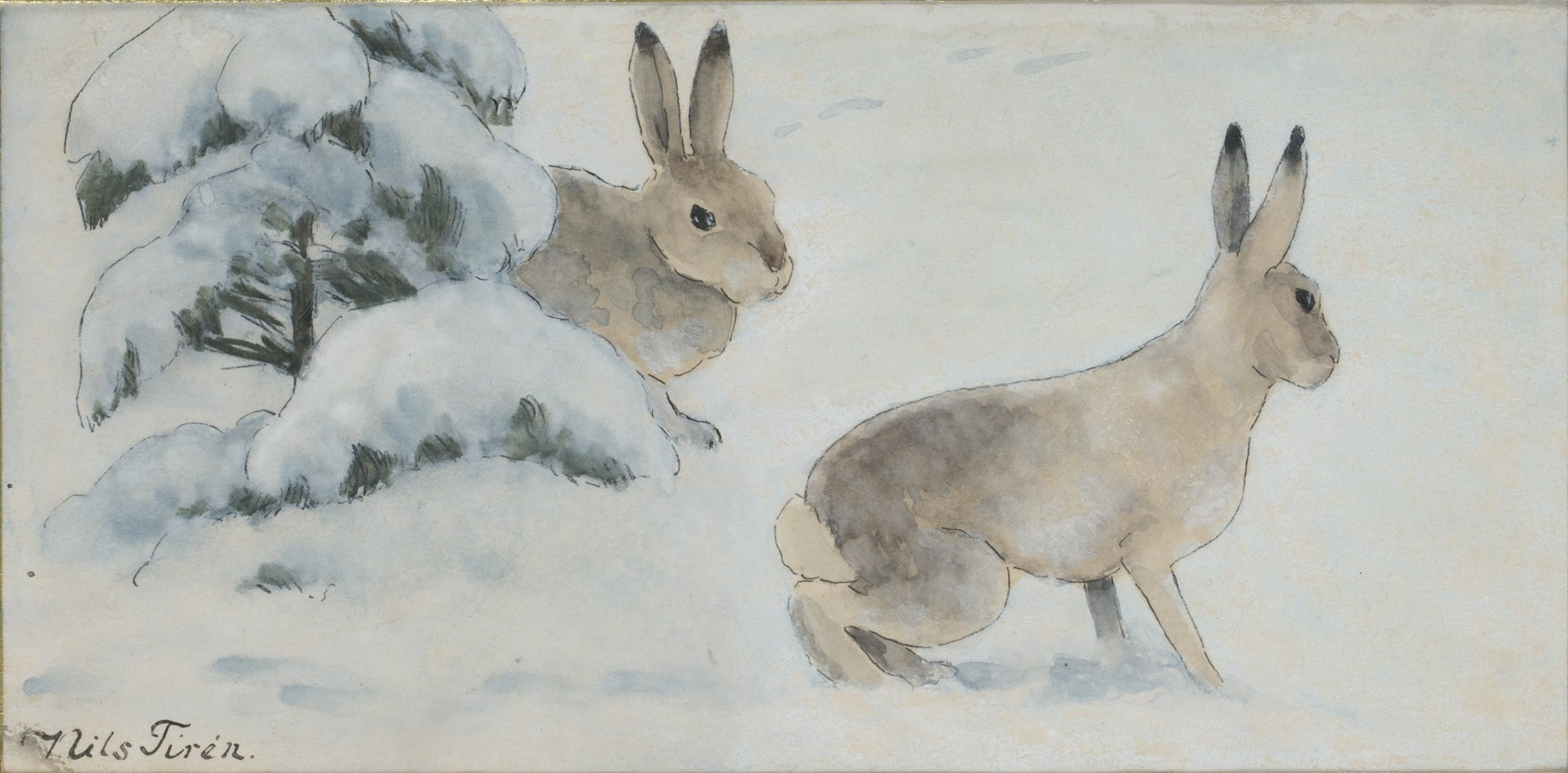
Vinterharar
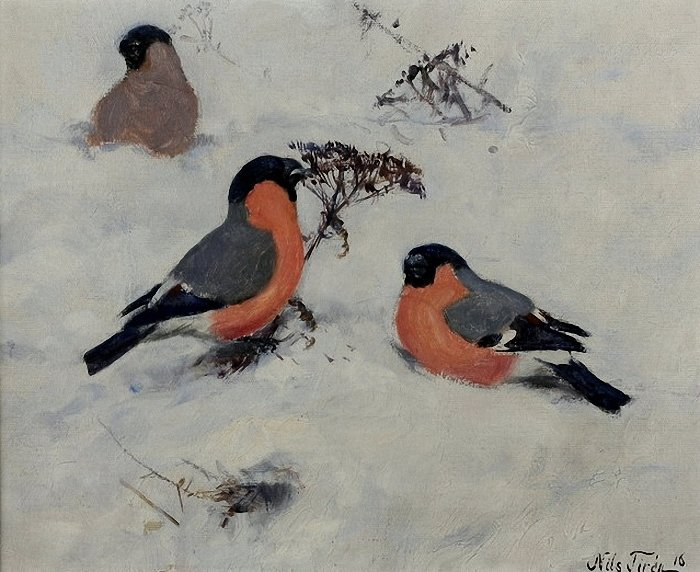
Domherrar, 1916
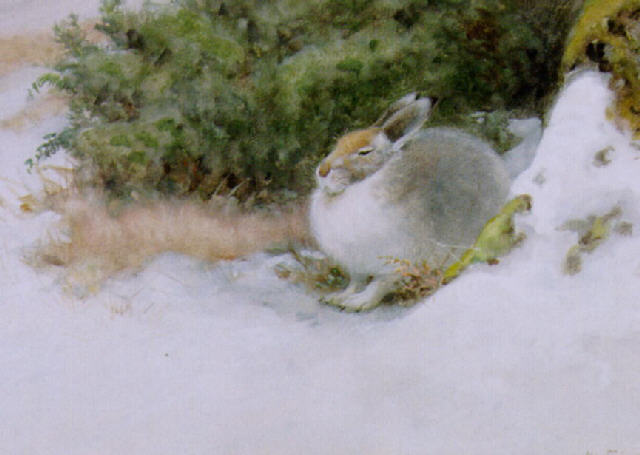
Hare i vinterlandskap